# Eberhard Wilde
Eberhard Wilde (* 12. März 1924 in Barth; † 17. November 2004) war ein deutscher Politiker der FDP.

## Ausbildung und Beruf
Eberhard Wilde besuchte die Oberschule, an der er die Reifeprüfung ablegte. Danach war er Angehöriger der Waffen-SS. Von 1946 bis 1948 arbeitete er als Bergarbeiter im Ruhrbergbau. Ab 1948 wurde er in der Versicherungswirtschaft tätig. 1954 wurde er selbständiger Versicherungskaufmann.

## Politik
Eberhard Wilde war seit 1951 Mitglied der FDP. Ab 1963 war er Vorsitzender des FDP-Kreisverbandes Bochum. Auch im Landesvorstand der FDP NRW war er Mitglied. 1966 wurde er Vorsitzender des Bezirksverbandes Ruhr-Ost. Des Weiteren war er Mitglied des Landesvorstandes der FDP NRW und ab 1974 fungierte er als Hauptgeschäftsführer des FDP-Landesverbandes NRW. Als Stadtverordneter der Stadt Bochum war er von 1952 bis 1964 und erneut ab 1969 tätig. Ab 1957 war er dort Fraktionsvorsitzender im Rat. 
Eberhard Wilde war vom 26. Juli 1970 bis zum 27. Mai 1975 Mitglied des 7. Landtages von Nordrhein-Westfalen, in den er über die Landesliste einzog. Von Juli 1970 bis Mai 1975 war er Stellvertretender Vorsitzender der FDP-Landtagsfraktion.

## Auszeichnungen
- 1974: Ehrenring der Stadt Bochum[1]